# Eduard Rappoldi
Eduard Rappoldi (Viena, 21 de febrer de 1839 - Dresden, 16 de maig de 1903) fou un violinista i compositor austríac.
Va ser alumne de Jansa, Böhm i Sechter en el Conservatori de Viena, fou, de 1854 fins a 1861, membre de l'orquestra de la cort de Viena, de 1861 fins a 1866 director de concerts a Rotterdam, de 1866 a 1870 director d'orquestra a Lübeck, Sttetin i Praga de 1871 fins a 1877 professor de l'Acadèmia Reial de Música de Berlín, i des de llavors mestre de concerts de la cort de Dresden, i el 1893, a més, primer professor de violí del Conservatori.
D'aquest autor hi ha publicades algunes obres de música de cambra. Rappoldi posseïa un sorprenent mecanisme en el violí, i principalment es consagrà a la interpretació de les obres clàssiques. Estava casat amb la pianista Laura Rappoldi (de soltera Kahrer).